# Rajesh Kumar (ur. 1969)
Rajesh Kumar (ur. 15 września 1969) – indyjski zapaśnik walczący w stylu wolnym. Olimpijczyk z Seulu 1988, gdzie odpadł w eliminacjach w kategorii 48 kg. Piąty na igrzyskach azjatyckich w 1986. Wicemistrz Azji w 1987. Triumfator Igrzysk Azji Południowej w 1985 i 1993. Brązowy medalista igrzysk Wspólnoty Narodów w 1994. Mistrz Wspólnoty Narodów w 1989 i 1993 roku.
- Turniej w Seulu 1988

Pokonał Chińczyka Lianga Dejina i Mongoła Tümendemberelijna Süchbaatara, a przegrał z zawodnikiem RFN Reinerem Heugabelem i Bułgarem Iwanem Conowem.
W roku 1988 został laureatem nagrody Arjuna Award.